# Torre Mondovì
Torre Mondovì (piemontiul: La Tor dël Mondvì) település Olaszországban, Piemont régióban, Cuneo megyében. Lakosainak száma 515 fő (2023. január 1.). Torre Mondovì Monasterolo Casotto, Montaldo di Mondovì, Pamparato, Roburent, Vicoforte és San Michele Mondovì községekkel határos.

## Népesség
A település lakossága az elmúlt években az alábbi módon változott:
| Lakosok száma | 488  | 487  | 515  |
|               | 2017 | 2018 | 2023 |